# Шотріле (комуна)
Шотріле (рум. Șotrile) — комуна у повіті Прахова в Румунії. До складу комуни входять такі села (дані про населення за 2002 рік):
- Вістієру (474 особи)
- Лунка-Маре (532 особи)
- Плаю-Кимпіней (847 осіб)
- Плаю-Корнулуй (212 осіб)
- Сечурі (391 особа)
- Шотріле (1103 особи)

Комуна розташована на відстані 91 км на північ від Бухареста, 38 км на північний захід від Плоєшті, 50 км на південь від Брашова.

## Населення
За даними перепису населення 2002 року у комуні проживали 3559 осіб. Усі жителі комуни рідною мовою назвали румунську.
Національний склад населення комуни:
| Національність | Кількість осіб | Відсоток |
| -------------- | -------------- | -------- |
| румуни         | 3054           | 85,8%    |
| цигани         | 505            | 14,2%    |

Склад населення комуни за віросповіданням:
| Релігія       | Кількість осіб | Відсоток |
| ------------- | -------------- | -------- |
| православні   | 3501           | 98,4%    |
| п'ятдесятники | 51             | 1,4%     |
| адвентисти    | 5              | 0,1%     |
| римо-католики | 1              | < 0,1%   |
| атеїсти       | 1              | < 0,1%   |